# انجمن‌گرایی
انجمن‌گرایی (به انگلیسی: Associationalism) یا دموکراسی انجمنی جنبشی سیاسی است که در آن رفاه و آزادی بشری هر دوره زمانی به بهترین وجه مورد استفاده قرار می‌گیرند که تا حد ممکن، بسیاری از امور یک جامعه توسط انجمن‌های داوطلبانه و دموکراتیک خودگردان اداره شوند. انجمن‌گرایی در مقیاس ارزشی خود به آزادی اولویت می‌دهد و باورمند است آزادی تنها در صورتی می‌تواند به‌طور مؤثر دنبال شود که افراد به همنوعان خود بپیوندند.

## مفهوم انجمن‌گرایی

### ریشه‌ها
انجمن‌گرایی یک نظریه سیاسی اروپایی است که از نظریه‌پردازان اجتماعی و سیاسی سده نوزدهم و اوایل سده بیستم از این قاره سرچشمه می‌گیرد. در فرانسه، اندیشمندان سیاسی همانند الکسیس دو توکویل، پیر-ژوزف پرودون، امیل دورکیم و لئون دوگویت. در انگلستان، تکثرگرایانی همانند جرج داگلاس هوارد کول، جان نویل فیگیس، هارولد لاسکی، بارکر و فردریک ویلیام میتلند. این نظریه جایگزینی برای آموزه‌های پیشین محبوب آرمان‌های دولت‌محور و جمع‌گرایانه ارائه می‌دهد که بر سیاست‌های سده بیستم تسلط داشتند: در بلوک غرب، سوسیال دموکراسی و بلوک شرق، مارکسیسم-لنینیسم.

### انجمن‌گرایی الکسیس دو توکویل
الکسیس دو توکویل ایده انجمن‌گرایی ... بر داوطلبی، روحیه جامعه و زندگی مستقل انجمنی به عنوان محافظت در برابر تسلط دولت بر جامعه، و در واقع به عنوان تعادلی تأکید می‌کند که به مسئول و مؤثر نگه داشتن دولت کمک می‌کند. پس در بینش توکویل، آزادی اقتصادی حرص و آز را تقویت می‌کند، که باعث بی‌انگیزگی سیاسی می‌شود، که منجر به فردگرایی بیش از حد و اتکای منفعلانه به دولت می‌شود. این بی‌تفاوتی سیاسی به نوبه خود منجر به رشد تقریباً اجتناب‌ناپذیر دولت در صورت عدم کنترل انجمن‌گرایی می‌شود؛ بنابراین، توکویل پیش‌بینی کرد که «به راحتی می‌توان دید زمانی فرا می‌رسد که در آن مردان کمتر و کمتر قادر خواهند بود تا به تنهایی، متداول‌ترین نیازهای زندگی را تولید کنند؛ بنابراین وظایف دولت باید دائماً افزایش یابد و تلاش‌های آن برای مقابله با آنها باید شبکه خود را بیش از پیش گسترش دهد. هر چه دولت بیشتر جای انجمن‌ها را بگیرد، افراد ایده تشکیل انجمن‌ها را از دست می‌دهند و نیاز به کمک دولت دارند. این یک چرخه معیوب از علت و معلول است.

### تعریف گسترده
دموکراسی انجمنی، در اصل، هم ساختار سیاسی و هم نظام روابط با هدف تسهیل مذاکرات و اولویت‌های اجتماعی کثرت‌گرایانه است. این به جنبه مهمی از سیاست عمومی تبدیل شد و با سنت‌های قبلی لاسه‌فر مقابله کرد. منتقدان لایسزفر را که اساساً با فردگرایی لیبرال برابری می‌کند، برای تقویت تحرک رو به بالا در جامعه مفید نمی‌دانستند. انجمن گرایی، در مقابل فردگرایی لیبرال، متضمن تعهد عمدی به همکاری اجتماعی و همچنین رفاه عمومی است.
انجمن… از احساس تفاوت رشد کرد؛ برای طبقه متوسط، این به معنای عبور از خطوط طبقاتی برای گرد هم آوردن افراد با هویت‌ها و شرایط مختلف بود. به گفته دیوید لوئیس، در اواخر سده ۱۹ و اوایل سده ۲۰، طبقه متوسط جدید نیاز به ... انباشت خصوصی تحریم شده توسط دولتی که نظم و ثبات قانونی را حفظ می‌کند. در نتیجه، دولت باید آنقدر قدرتمند می‌شد که نظم را حفظ کند، اما نه آنقدر قوی که ظالم شود. نه لایسفر و نه دولت‌گرا. یافتن این تعادل بین تجاوز به خودمختاری و انباشت خطرناک قدرت می‌تواند دشوار باشد و به نظر می‌رسد انجمن‌گرایی راه حلی ممکن باشد. انجمن‌گرایی چندین ایدئولوژی سیاسی را گرد هم آورد که تا زمان شکل‌گیری آن اغلب در تضاد بودند: کثرت‌گرایی، سوسیالیسم، و تعاونی متقابل‌گرایی. این یک سوسیالیسم کثرت‌گرا به جای یک سوسیالیسم دولت‌گرا یا محدودکننده جمع‌گرا را فراهم می‌کند ولی یک پلورالیسم متقابل و تعاونی را نیز فراهم می‌کند. این برخلاف کثرت‌گرایی است که آن قدر به جامعه‌گرایی دولت‌گرایی واکنش نشان می‌دهد که به سمت یک جامعه‌گرایی رقابتی نامحدود می‌لغزد.

## آغاز انجمن‌گرایی آمریکایی

### تنظیم مرحله
سیاست شهری آمریکا در اواخر سده نوزدهم موقعیت آرمانی را برای ظهور تداعی‌گرایانه نشان داد که دارای چندین صلاحیت مورد بحث توسط انجمن‌گرایان اولیه بود. علاوه بر این، مشارکت رای‌دهندگان نسبتاً بالا بود، اگرچه معمولاً به خطوط حزبی محدود می‌شد. علیرغم این واقعیت، دو حزب بزرگ ملی در آن زمان (دموکرات‌ها و جمهوری‌خواهان) تفاوت‌های ایدئولوژیک چشمگیری در موضوعات خاص نداشتند. اعضای محترم جوامع در سراسر کشور شروع به پیشنهاد انجمن‌گرایی به عنوان راه‌حلی برای مسایل سیاسی اجتماعی آمریکا کردند. چندین وزیر پروتستان مانند لایمن ابوت، واشینگتن گلدن، جوزیا استرانگ و والتر راوشنبوش شروع به فراخوانی برای «انجیل اجتماعی» کردند. راوشنبوش در سال ۱۸۹۶ اعلام کرد: «اصل بزرگ بعدی، تداعی است». این جریان‌های سیاسی رو به رشد به نفع انجمن‌گرایی شاید زمانی به اوج خود رسید که رأی‌دهندگان ویلیام مک‌کینلی و تئودور روزولت، یک انجمن‌گرای دولت‌گرای چپ را انتخاب کردند که اندکی پس از آن، در سال ۱۹۰۰ رئیس‌جمهور شد.

### قانون حمایتی
انجمن‌گرایی اساساً در مورد حکومت جمعی است - در مورد قانون اساسی گروه‌ها و نهادهای سیاسی و قوانین و مقرراتی که روابط متقابل اعضا را تنظیم می‌کند. در طول اوایل سده بیستم، کنگره تعداد زیادی قانون حمایتی را تصویب کرد که در اصل، انجمن گرایی قانونی بود. کارگران شرایط کاری بهبود یافته را دریافت کردند که منجر به آسیب‌های ناشی از کار کمتر شد. دستمزدها افزایش و ساعات کار کاهش یافت. علاوه بر این، احتمالاً مهم‌ترین قانون حمایتی مربوط به تأسیس و سازماندهی قانونی اتحادیه‌های کارگری بزرگ است.
روی دیگر سکه، هزینه‌های کارفرما افزایش یافت که منجر به برون‌سپاری و کاهش جریان نقدینگی به حوزه‌هایی مانند تحقیق و توسعه شد و پیشرفت فناوری را کاهش داد. ساعات کمتر و این واقعیت که کارگران سازماندهی بیشتری داشتند (که امکان افزایش اعتصابات و اعتراضات را فراهم می‌کرد) منجر به تولید کمتر شد. در نهایت، چنین نفوذ قوی دولت بر کارگران می‌تواند منجر به سوء استفاده از قدرت شود که به نفع اتحادیه‌های خاص است. نتایج این مقررات قانونی به منتقدان نشان می‌دهد که انجمن‌گرایی مستقیماً به بهای مدیریت شرکت و پیشرفت فناوری به سود نیروی کار («مردم») است.

## انجمن‌گرایی اولیه ریاست جمهوری

### تئودور روزولت
تئودور روزولت (رئیس‌جمهوری ۱۹۰۱–۱۹۰۹) اولین قهرمان واقعی انجمن گرایی آمریکایی بود که مداخله او در اعتصاب کارگران معدن متحد در سال ۱۹۰۲ نشان می‌دهد. برای اولین بار نمایندگانی از دولت، کارگری و مدیریت به صورت دسته جمعی ملاقات کردند و توانستند منازعه را حل کنند. زمانی که مدیریت همکاری نداشت، روزولت تهدید کرد که ارتش را به نمایندگی از کارگران استخدام می‌کند تا به یک راه حل برسد.
در عوض، یک کمیسیون پنج نفره برای ارتباط با مدیریت شرکت ایجاد شد. همچنین، دستمزدها ۱۰ درصد افزایش یافت و طول روز کاری از ۱۰ ساعت به ۹ ساعت کاهش یافت و عضویت در اتحادیه را حفظ کرد. انجمن گرایی با نشان دادن نقش جدیدی برای دولت در چنین درگیری‌ها (به غیر از مناصب نظامی قبلی) در جامعه و سیاست آمریکا ریشه دواند و تا دهه ۱۹۲۰ حمله زغال سنگ دیگری در این کشور رخ نداد.

## وودرو ویلسون
وودرو ویلسون (رئیس‌جمهوری ۱۹۱۳–۱۹۲۱)، یک لیبرال تنظیم‌کننده، در طول جنگ جهانی اول از تداعی‌گرایی برای کنترل و تنظیم سرمایه استفاده کرد، و از جریان ثابت تدارکات جنگ اطمینان حاصل کرد و در عین حال خطر وقفه‌های تولید برای تلاش‌های جنگی را به حداقل رساند. تأسیس چنین سازمان‌های دولتی مانند هیئت ملی کار جنگی در جلوگیری از اعتصابات و تضمین چانه‌زنی دسته‌جمعی مؤثر بود. علاوه بر این، ویلسون اولین وزیر کار کشور را که طرفدار کارگر بود (ویلیام بی. ویلسون) منصوب کرد. این سیاست‌ها زمانی اجرا شد که آمریکا با موفقیت به اهداف خود در تولید زمان جنگ دست یافت. تقریباً هیچ اعتصابی وجود نداشت، بسیاری از شرکت‌ها سودهای هنگفتی را دیدند و متفقین در جنگ پیروز شدند.

### پانوشت‌ها
1. 1 2  اسمیت، ام.کی. اتحادیه، آموزش انجمنی و مادام العمر به نقل از پل هرست، منابع صفحهٔ ۱۱۲.
2. ↑  کسپرسن، ص ۱.
3. 1 2  لوئیس، ص ۳.
4. ↑  دو توکویل، ص ۴۲.
5. ↑  کسپرسن، ص ۱۲.
6. ↑  مارتل، ص ۱۶.
7. ↑  مک‌گر، ص ۶۷.
8. ↑  کسپرسن، ص ۱۷.
9. ↑  مارتل، ص ۱۷.
10. ↑  مک‌گر، ص ۶۵.
11. ↑  نواک، ص ۲.

## ادامه مطلب
- بادر، ویت. «سکولاریسم یا دموکراسی؟: حاکمیت انجمنی تنوع مذهبی». انتشارات دانشگاه آمستردام، ۲۰۰۷.
- کافمن، جیسون. سه دیدگاه انجمن گرایی در آمریکای قرن ۱۹: یک آزمون تجربی دانشگاه پرینستون.
- مارتینک، جیسون دی. سخنرانی‌های متنوع در مورد تاریخ قرن بیستم آمریکا. دانشگاه کارنگی ملون، پیتسبرگ، پنسیلوانیا. ژانویه / فوریه ۲۰۰۷.